# لورلی (بروخ)
لورلی یا لورلای (به آلمانی: Die Loreley) یک اپرا اثر ماکس بروخ است. لیبرتوی این اپرا را امانوئل گایبل نوشته است. گایبل این لیبرتو را در اصل برای فلیکس مندلسون در نظر گرفته بود.
بروخ تصنیف این اثر را تا سال ۱۸۶۳ به پایان نبرد. اپرای لورلی نخستین بار در ۱۴ ژوئن همان سال اجرا شد.

## یادداشت
1. ↑  Emanuel Geibel